# González Catán

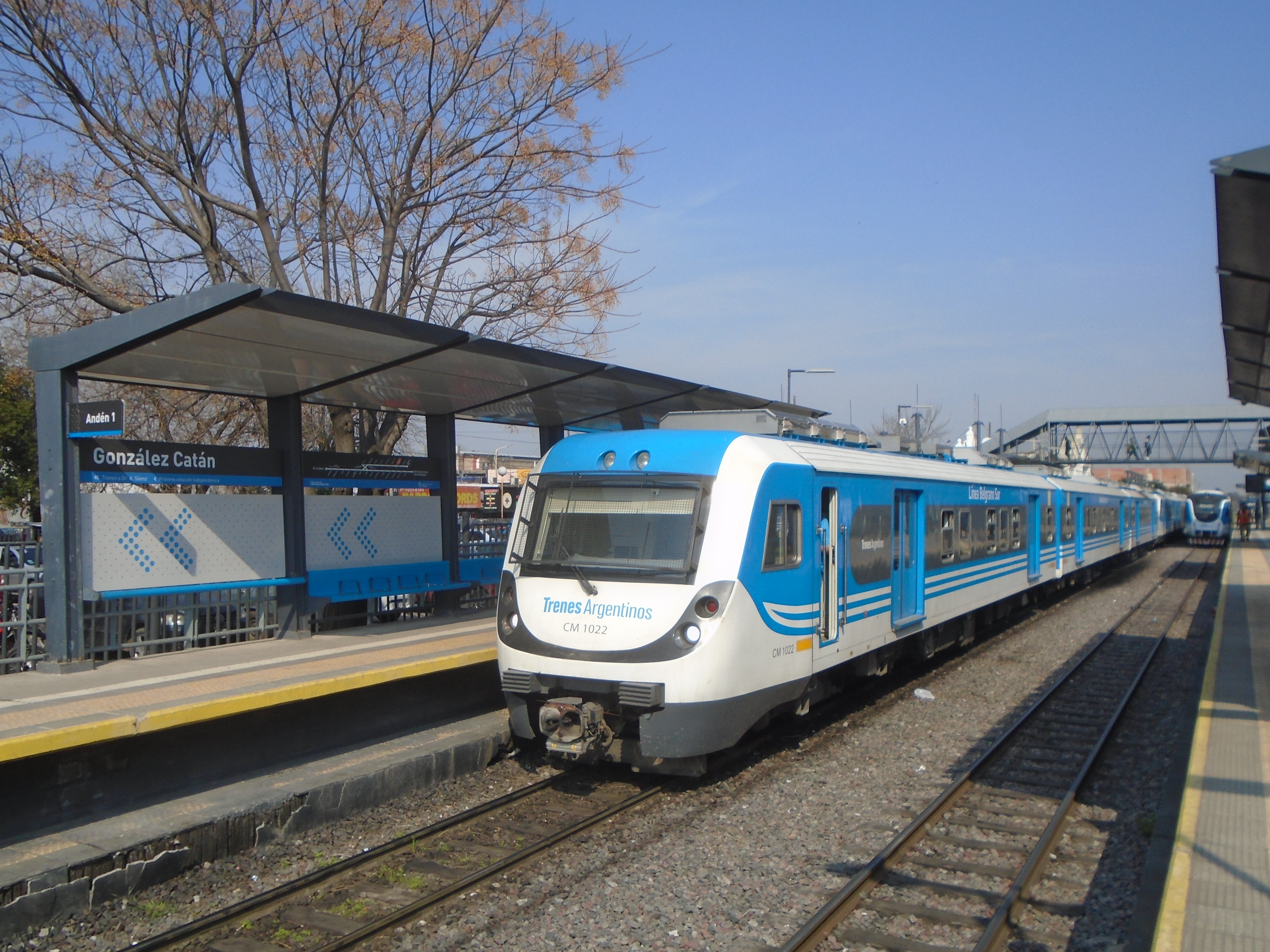
Estación González Catán del Ferrocarril Belgrano Sur, inaugurada el 25 de enero de 1908 por la Compañía General de Ferrocarriles en la Provincia de Buenos Aires.

González Catán es una localidad argentina del partido de La Matanza en la provincia de Buenos Aires, en la zona oeste del Gran Buenos Aires. 

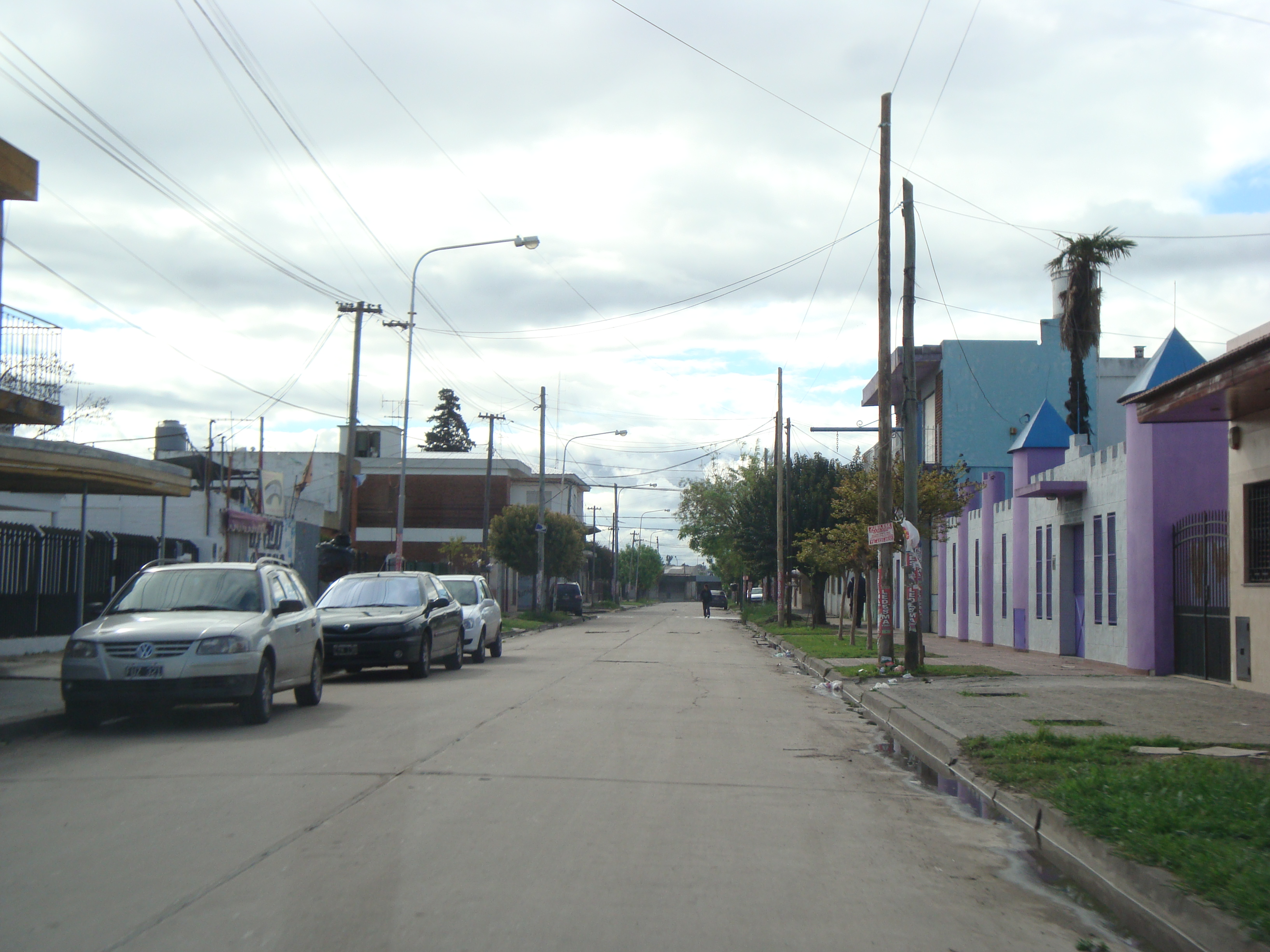
González Catán.

## Geografía

### Ubicación
Limita con las localidades de Rafael Castillo, Laferrere, Virrey del Pino y Veinte de Junio, todas del mismo partido, también con las localidades de Libertad y Pontevedra del partido de Merlo, y la localidad de Ezeiza, en el partido homónimo.
Con casi 52 km², es la segunda ciudad más extensa del partido, después de Virrey del Pino.

## Historia
En 1883 se instala en la zona la congregación de las Hijas del Divino Salvador, luego Sociedad San Mauricio, hoy el colegio San Mauricio.
La localidad fue fundada en 1904 por Enrique Simón Pérez, quien la nombró así en honor del médico y suegro del fundador Mauricio González Catán.
Hacia 1908 llega el ferrocarril, de la mano de la Compañía General de Ferrocarriles en la Provincia de Buenos Aires (CGBA), hoy Línea Belgrano Sur. La estación se encuentra a poco más de 30 km de la terminal ferroviaria, la Estación Sáenz.
El 3 de abril de 1910 se toma como fecha de fundación del pueblo, por ser la realización del primer loteo de tierras aledañas a la estación, propiedad del Dr. Enrique Simón Pérez (hoy la avenida principal lleva su nombre), yerno del Dr. González Catán. 
El 19 de septiembre de 1974 fue declarada ciudad, mediante la ley provincial n. 8233.

## Personajes
- Lit Killah, cantante y freestyler.
- Mario Pantaleo, sacerdote católico.
- Gonzalo Montiel, futbolista profesional.
- Leyes, músico y empresario.[1]

## Lucha contra la CEAMSE y la instalación del CARE
La acumulación de basura se convirtió en un importante problema, debido a ello se planeó la construcción de la CEAMSE (Coordinación Ecológica Área Metropolitana Sociedad del Estado), una sociedad de carácter interjurisdiccional creada por el Gobierno de la Provincia de Buenos Aires y el gobierno de La Ciudad de Buenos Aires en el año 1979.
La CEAMSE desde el año 1979 opera en la ciudad y recibe miles de toneladas de basura diaria proveniente de 14 municipios del Gran Buenos Aires y de La Ciudad Autónoma de Buenos Aires. La basura se acumuló todos estos años, a tal punto que los Catanenses la llaman "Las sierras de Catán". Toda esta basura contamina el aire, el agua y el suelo, provocando graves enfermedades a la población como lupus, cáncer y afecciones respiratorias entre otras. Ya han muerto más de 1000 personas.
El Municipio de la Matanza planeaba durante 2010 la construcción del CARE (Centro Ambiental de Recomposición Energética) que pretendía reciclar la basura. La licitación de esta obra, carente de sustentabilidad, comenzaría en el mes de febrero del año 2011 impulsado por la Municipalidad, gobernada entonces por el intendente  Fernando Espinoza.
Es por ello que muchos vecinos se oponen a la instalación del CARE y reclaman el cierre definitivo de la CEAMSE.
En marzo de 2018, se ocasionó el incendio de esta gran montaña de basura, provocando la intoxicación del aire y la preocupación de la localidad. Aún no se hizo visible el responsable de este hecho, pero los sí los daños que este ocasionó.

## Barrios
- Barrio Picaluga
- Barrio 25 de Mayo
- Barrio El Bajo
- Barrio El Dorado
- Barrio El Fortín
- Barrio El Mojón (km 29,8)
- Barrio El Talita
- Barrio El Triángulo
- Barrio El Torito
- Barrio El Yaraví
- Barrio Independencia (km 29)
- Barrio Villa Adriana
- Barrio La Encarnación
- Barrio La Gloria
- Barrio La Loma (km 30,2)
- Barrio Las Casitas
- Barrio Las Nieves (km 29,5)
- Barrio Lasalle
- Barrio Los Ceibos (km 32)
- Barrio Los Portu
- Barrio Santa Rita
- Barrio Primavera
- Barrio San Enrique
- Barrio San José (km 31)
- Barrio Alberdi (km 30,8)
- Barrio Santa Clara
- Barrio Santa María
- Barrio Dorrego (km 30)
- Santa Cecilia (la tosquera)
- Puente Ezcurra (km 33)
- Villa del Carmen
- Villa Santina
- Villa Scasso (km 28)
- Barrio Barrientos
- Barrio caridad (km 31)

 Barrio El Cencerro
- barrio los ceibos (km 32,33,34)
- barrio Villa dorrego (km 30)
- la favelita (km 32 ,31)
- barrio monte tartaglia (km 34)
- barrio campana (km 34)
- barrio el fogón

## Cultura popular
El célebre cantautor español Joaquín Sabina menciona esta localidad en su canción "Dieguitos y Mafaldas":

De González Catán, en colectivo,
A la cancha de Boca, por Laguna,
Va soñando "hoy ganamos el partido"
La niña de los ojos de la luna.

La novela "González Catán" de Emilio Di Tata Roitberg, ambientada en la localidad,  fue finalista del XVII Premio Clarín de Novela
(2014), y será publicada por Editorial Alfaguara. Aunque reside en Bariloche desde hace varios años, Di Tata Roitberg retrata a la perfección el presente del conurbano bonaerense donde creció. Un escenario donde se mueven trabajadores pobres, aventureros, narcotraficantes, policías corruptos, travestis e inmigrantes de los países vecinos.

## Parroquias de la Iglesia católica en González Catán
| Diócesis   | Gregorio de Laferrère |
| ---------- | --- |
| Parroquias | Nuestra Señora del Carmen, Nuestra Señora de los Milagros de Caacupé y Beato José Gabriel del Rosario Brochero, Nuestra Señora de Fátima, San José, San Benito Salvador, Santa Cecilia. |